# 문장 성분
문장 성분(文章成分)이란 문장 내에서 어휘가 하는 역할이다.
각 품사는 형태에 따라 쓰일 수 있는 성분이 정해져 있다. 대표적으로 문장을 주부와 술부로 구분할 수 있는데, 체언이 주어에 쓰일 때 형태 변화를 하거나 격조사를 붙이고, 동사가 술부에 쓰일 때에 어미 규칙 변화를 하거나 불규칙 변화/변칙 등이 생기기도 한다.

## 같이 보기
- 한국어의 문장 성분